# ۱۲۰۸ (قمری)
۱۲۰۸ (قمری)، هزار و دویست و هشتمین سال در گاهشماری هجری قمری است. اول محرم این سال برابر با نهم اوت سال ۱۷۹۳ میلادی است.